# Clark (Dakota del Sur)
Clark es una ciudad ubicada en el condado de Clark en el estado estadounidense de Dakota del Sur. En el Censo de 2010 tenía una población de 1.139 habitantes y una densidad poblacional de 342,77 personas por km².

## Geografía
Clark se encuentra ubicada en las coordenadas 44°52′53″N 97°44′5″O / 44.88139, -97.73472. Según la Oficina del Censo de los Estados Unidos, Clark tiene una superficie total de 3.32 km², de la cual 3.32 km² corresponden a tierra firme y (0%) 0 km² es agua.

## Demografía
Según el censo de 2010, había 1.139 personas residiendo en Clark. La densidad de población era de 342,77 hab./km². De los 1.139 habitantes, Clark estaba compuesto por el 98.51% blancos, el 0.09% eran afroamericanos, el 0% eran amerindios, el 0.18% eran asiáticos, el 0% eran isleños del Pacífico, el 0.26% eran de otras razas y el 0.97% pertenecían a dos o más razas. Del total de la población el 1.4% eran hispanos o latinos de cualquier raza.